# Faustball-Weltmeisterschaft der Frauen 1994
| 1. Weltmeisterschaft 1994 | 1. Weltmeisterschaft 1994 |
| Frauen                    | Frauen                    |
| ------------------------- | ------------------------- |
| Anzahl Nationen           | 8                         |
| Weltmeister               | Deutschland               |
| Gastgeber                 | Argentinien               |
| Stadt                     | Buenos Aires              |
| Eröffnung                 | 7. Oktober 1994           |
| Endspiel                  | 9. Oktober 1994           |
| Verband                   | IFA                       |
| Anzahl Spiele             | 20                        |
| \| 2. WM 1998 → \|        |                           |
| 2. WM 1998 →              |                           |

Die 1. Faustball-Weltmeisterschaft der Frauen fand vom 7. bis zum 9. Oktober 1994 in Buenos Aires (Argentinien) statt. Argentinien war somit der erstmalige Ausrichter der Faustball-Weltmeisterschaft der Frauen.

## Teilnehmer
An der ersten Faustball-WM der Frauen nahmen insgesamt acht Nationen aus Europa und Südamerika teil.
| Europa - Deutschland - Österreich - Schweiz - Tschechien | Südamerika - Argentinien - Brasilien - Chile - Uruguay |

## Modus
In den Vorrundengruppen spielt jeder gegen jeden. Die Gruppensieger stehen im Halbfinale. Die Gruppenzweiten spielen gegen den Gruppendritten der jeweils anderen Gruppe um die beiden verbliebenen Halbfinalplätze.

## Vorrunde

### Gruppe A
| Deutschland | – | Schweiz     | 2:0 | (20:10, 20:8)  |
| Argentinien | – | Uruguay     | 2:0 | (20:12, 20:12) |
| Deutschland | – | Uruguay     | 2:0 | (20:2, 20:9)   |
| Argentinien | – | Schweiz     | 0:2 | (18:20, 17:20) |
| Schweiz     | – | Uruguay     | 2:0 | (20:22, 20:16) |
| Deutschland | – | Argentinien | 2:0 | (20:14, 20:11) |

### Gruppe B
| Brasilien  | – | Chile      | 2:0 | (20:13, 20:8)         |
| Österreich | – | Tschechien | 2:0 | (20:11, 20:9)         |
| Brasilien  | – | Tschechien | 2:0 | (20:18, 20:16)        |
| Österreich | – | Chile      | 2:0 | (20:7, 20:9)          |
| Chile      | – | Tschechien | 2:1 | (20:14, 15:20, 20:14) |
| Brasilien  | – | Österreich | 1:2 | (10:20, 20:17, 20:22) |

## Qualifikationsspiele für Halbfinale
| Schweiz   | – | Chile       | 2:0 | (21:19, 20:6) |
| Brasilien | – | Argentinien | 2:0 | (20:11, 20:9) |

## Halbfinale
| Österreich  | – | Schweiz   | 2:0 | (20:9, 20:12)  |
| Deutschland | – | Brasilien | 2:0 | (20:18, 20:12) |

## Platzierungs- und Finalspiele
| Spiel um Platz 7 | Spiel um Platz 7 | Spiel um Platz 7 | Spiel um Platz 7 | Spiel um Platz 7      |
| ---------------- | ---------------- | ---------------- | ---------------- | --------------------- |
| Tschechien       | –                | Uruguay          | 2:0              | (22:20, 20:14)        |
| Spiel um Platz 5 |                  |                  |                  |                       |
| Argentinien      | –                | Chile            | 2:1              | (20:12, 16:20, 20:15) |
| Spiel um Platz 3 |                  |                  |                  |                       |
| Brasilien        | –                | Schweiz          | 2:0              | (20:15, 20:14)        |
| Finale           |                  |                  |                  |                       |
| Deutschland      | –                | Österreich       | 2:1              | (20:18, 17:20, 20:12) |

## Platzierungen
| Rang | Land        |
| ---- | ----------- |
| 1.   | Deutschland |
| 2.   | Österreich  |
| 3.   | Brasilien   |
| 4.   | Schweiz     |
| 5.   | Argentinien |
| 6.   | Chile       |
| 7.   | Tschechien  |
| 8.   | Uruguay     |